# Baronia de Carítena
La baronia de Carítena fou una de les dotze grans baronies creades al Principat d'Acaia (establert a partir del 1205, la baronia es va concretar el 1209). La baronia la formaven 22 feus menors. Estava situada a Arcàdia i la fortalesa d'aquest nom dominava la gorga del riu Alfeu que els llatins anomenaven Charbon. Aquesta fortalesa fou construida a la vora de les ruines de l'hel·lenica Brenthe, sobretot per controlar els eslaus d'Escorta (Gortys, a uns 5 km al nord). Fou concedida a Hug de Bruyéres el 1209 i el 1255 a la seva mort el va succeir el seu fill Jofré I de Bruyéres, anomenat «el millor soldat del regne de Romania».

## Història

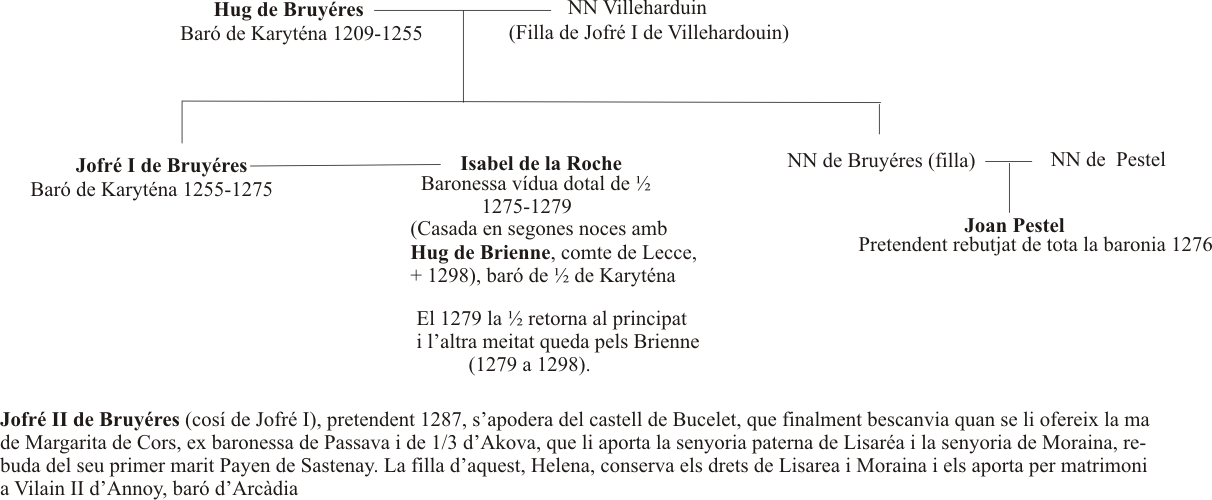
Genealogia dels barons de Carítena

### Primers temps del govern de Jofré I
El 1255 va morir el baró Hug de Bruyéres i també va trespassar Carintana dalle Carceri, baronesa per dret propi del terç nord de Negrepont i esposa de Guillem II de Villehardouin, príncep d'Acaia. Aquest va reclamar la successió com a hereu legitim. Fins i tot va encunyar monedes amb la inscripció «Triarca de Negrepont»; el príncep d'Acaia era sobirà feudal de l'illa, però ni els altres triarques ni el batlle venecià desitjaven ser veíns d'un home inquiet com Guillem II. Un dels triarques, Guglielmo o Guillem II de Verona, era, de fet, el parent del príncep, ja que estava casat amb la neboda de Guillem II Villehardouin; però no oblidava que, per un matrimoni anterior, era rei titular de Salònica i, per tant, un gran personatge en llistes heràldiques, i era prou ric per mantenir 400 cavallers a la seva cort. D'acord amb ell i el seu col·lega triarca, Narzotto dalle Carceri, van col·locar al seu nebot Grapella dalle Carceri en possessió de la disputada baronia; després van concloure tractats amb el batlle venecià, prometent fer una «guerra viva» contra el príncep d'Acaia i no fer cap pau amb ell sense el consentiment de la república, que, a canvi, els havia de consultar abans de cessar hostilitats. El castell del pont de Negrepont (Calcis) era confiat als venecians, que també havien de rebre una franja de terra de Santa Maria dels Frares Gruixats cap avall fins al castell i dues altres franges a les rodalies. Es van renovar els antics pactes de 1209 i 1216, amb l'excepció que, en lloc del pagament de 700 hiperperi de cadascun dels triarques, Venècia cobraria tots els peatges però els triarques estarien exempts de pagar-los. Un altre tractat va localitzar la guerra a l'Imperi de Romania.
El príncep d'Acaia no era l'home que pogués ser dissuadit per una coalició. Utilitzant com a base d'operacions la baronia eubeana de la seva esposa, va convocar els dos triarques, Narzotto i Guillem o Guglielmo, per comparèixer davant seu, el seu sobirà, a Oropos; i, tan forta era la vinculació feudal que lligava un vassall al seu senyor, que van obeir la seva citació i van ser alehores arrestats, restant en captivitat fins després de la captura del seu propi captor. Les seves dones, acompanyades de molts cavallers del clan Dalle Carceri, ara nombrós a l'illa, van anar a veure i implorar ajut al batlle venecià. El bailie, mogut tant per política com per simpatia a l'espectacle de les dues nobles dames, hi va consentir; però l'energia del príncep aqueu, ja li havia permés assegurar la ciutat de Negrepont. Tres vegades la capital va canviar de mans, fins que finalment, després d'un setge de tretze mesos, els venecians van aconseguir tornar a ocupar-la i després van infligir una derrota aclaparadora a la famosa cavalleria d'Acaia. Mentrestant, malgrat les sàvies advertències del papa Alexandre IV que va instar el príncep a alliberar els seus presoners i fer la pau, no fos cas que els grecs esdevinguessin més poderosos a l'Imperi de Romania, la guerra s'havia estès a la Morea i Grècia continental. Guillem de la Roche, germà del Gran Senyor d'Atenes, encara que per matrimoni s'havia convertit en baró de Veligosti i Damala (l'antiga Trezè), i per tant, un vassall del príncep d'Acaia, va ajudar activament als venecians al setge de Negrepont, i ells li havien concedit terres al seu territori i li havien promès una anualitat en cas que fos confiscada la seva baronia del Peloponès. Havia fixat el seu nom com a testimoni dels arranjaments entre Venècia i els triarques, i un d'aquests tractats havia estat «fet a Tebes», a la capital del seu germà, Guiu I de la Roche. D'altra banda, el príncep d'Acaia havia convocat el Gran Senyor d'Atenes, el seu vassall en relació als feus d'Argos i Nàuplia, per ajudar-lo en el conflicte contra els barons eubeans i els seus aliats venecians. Fins i tot va al·legar que Àtica i Beòcia, el marquesat de Bodonitza i les tres baronies eubees, havien estat posades per Bonifaci de Salònica sota la alta sobirania del primer príncep franc governant d'Acaia en el moment de la conquesta; el resultat de tal afirmació, enregistrada per l'autor de la Crònica de Morea, potser com a glorificació del seu heroi favorit Guillem II o potser per un anacronisme perdonable en qui va escriure al segle següent, hauria estat establir l'autoritat suprema d'aquest príncep ambiciós sobre tots els estats francs de Grècia. Però en realitat la sobirania sobre les tres baronies eubees i Bodonitza havia estat donat molt més recentment al germà de Guillem, Jofré II, per l'emperador Balduí II, mentre que el senyor d'Atenes devia la seva fidelitat només per Nàuplia i Argos.

### Jofré al servei de Guiu de la Roche
Encara que Guiu I de la Roche s'havia casat amb una de les nebodes de Guillem, no només va refusar ajudar-lo sino que va ajudar els seus enemics enviant tropes a Negrepont i Corint, i enviant les seves galeres des de Nàuplia per depredar qualsevol vaixell que passés, sense respecte als drets dels neutrals. Un altre potentat franc, també casat amb una neboda de Guillem, Tomàs II de Stromoncourt (Autremoncourt), senyor de Salona, es va unir al senyor d'Atenes i a Ubertí Pallavicini, marquès de Bodonitza, contra el príncep d'Acaia, mentre que Jofré de Bruyéres, baró de Carítena, «el millor soldat de tot el regne de Romania», que l'havia servit en la lluita desenvolupade fins aleshores a Negrepont, després de dubtar entre vincles de parentiu conflictius, va abandonar el seu senyor senyor i l'oncle Guillem, per anar al costat del seu sogre, Guiu de la Roche. Així es va formar una lliga de barons contra el príncep, del qual les pretensions eren sens dubte ressentides i temudes per tots els Estats francs del nord de Grècia. Guillem no estava però, sense aliats. Els genovesos, sempre disposats a ferir els seus grans rivals comercials, els venecians, i agraïts per l'assistència que havien prestat els cavallers d'Acaia a Rodes, tripulaven les seves galeres, que sortien de darrere de la roca de Monemvasia quan veien a la mar la bandera del lleó de Sant Marc; mentre que Otó de Cicon, tot i que era parent del senyor d'Atenes, tenia el fort castell de Carist i va fer encara mes difícil el ja de per si complicat pas del canal Doro per als vaixells venecians. Guillem va mostrar la seva activitat en totes direccions. En un moment ho va fer assetjant els venecians a Coró; en un altre, gairebé fou capturat en una incursió a l'Àtica. Llavors va decidir sobre una invasió regular de l'estat atenenc. En conseqüència, el 1258, va reunir totes les forces del principat a Nicli, prop de la clàssica Tègea, va travessar l'istme i, forçant la carretera estreta que condueix per la costa rocosa del golf Sarònic cap a Mègara, va trobar a l'exèrcit de Guiu al pas del mont Karydi, a la muntanya de les nogueres que es troba a tres hores de Megara de camí a Tebes. Allà va tenir lloc la primera batalla entre Atenes i Acaia (Atenes i Esparta); el senyor d'Atenes va ser derrotat; i, deixant molts dels seus guerrers morts al camp, es va refugiar amb els seus aliats darrere de les muralles de Tebes. Allà el va seguir Guillem, però les pregàries de l'arquebisbe i els arguments dels seus propis nobles, que va advocar per la pau entre parents i vells companys d'armes, va prevaler sobre el príncep i el va fer desistir d'un assalt a la capital del seu enemic. Guiu va prometre aparèixer davant el Tribunal Superior dels barons d'Acaia i acatar qualsevol pena que li fos imposada per haver aixecat armes contra el príncep.
L'alt tribunal es va reunir a Nicli i el senyor d'Atenes va aparèixer davant d'ell, escortat per tota la seva cavalleria: un valent a la vista a tots els espectadors. Si Guillem havia esperat que els barons humiliarien el seu rival, va quedar decebut. Van decidir que no eren els companys de Guiu i, per tant, eren incompetents per ser els seus jutges i en conseqüència va proposar remetre l'assumpte a Lluís IX de França, el monarca més cavalleresc i sant d'aquella època, i el protector natural dels barons francesos d'Orient, molts dels quals l'havien vist a Xipre uns anys abans. Guillem, un príncep poderós, però només primus inter pares d'acord al dret feudal, es va sentir obligat a acceptar la seva decisió i, convocant a Guiu a la seva presència i a la dels seus grans senyors, li va demanar que marxés en persona per a sotmetre's a judici del rei de França.
Després va venir el torn del traïdor Jofré de Bruyeres. Amb un cabestro al voltant del coll, l'orgullós baró de Carítena va arribar davant del seu príncep. Emocionat pel trist espectacle de tan famós guerrer amb l'aparença d'un criminal, els seus companys-barons van llançar-se de genolls i van implorar la misericòrdia de Guillem II pel seu vassall i parent equivocat. El príncep es va mostar dur ja que Jofré era el seu vassall i indubtable culpable de greus ofenses feudals, com la d'ajudar els enemics del seu senyor. Per fi va cedir i va restituir al culpable el seu feu perdut, però només de per vida, tret que deixés hereus directes. Després, el parlament es va tencar amb justes, tornejos i combats amb armes a l'anell de la plana de Nicli. Quan va arribar la primavera, Guiu va anar a París, deixant al seu germà Otó com a suplent a Tebes.

### Segona part del govern de Jofré
Temps després va esclatar la lluita amb els nicens; després de passar un temps en l'espoli, l'exèrcit aliat de francs i epirotes es va trobar amb les forces imperials a la plana de la Pelagònia, a l'oest de Macedònia, el 1259, un lloc on, segles abans, l'espartà Brasides s'havia trobat amb els il·liris. El general imperial havia sàviament contractat tropes estrangeres per lluitar contra la temuda cavalleria franca: 300 genets alemanys sota el duc de Caríntia, 1500 arquers muntats d'Hongria i 600 més de Sèrbia, un destacament de búlgars, un gran nombre de guerrers anatòlics acostumats a lluitar contra els turcs, 500 mercenaris turcs i 2000 arquers lleugers cumans a cavall. Diversos sistemes es van emprar per exagerar la mida de l'exèrcit, especialment un explorador enviat en secret per difondre la discòrdia entre els francs i grecs. La manca d'harmonia entre els aliats no naturals va augmentar per una baralla privada entre el príncep d'Acaia i Joan, el bastard del dèspota de l'Epir, que es van queixar que alguns dels cavallers francs havien prestat atencions injustificables a la seva bella dona obtenint com a resposta del príncep Guillem, en lloc de la justícia, una al·lusió insultant al seu naixement. El bastard, en venjança, va abandonar el camp en un moment crític; el dèspota, advertit de la traïció del seu fill, va fugir a la nit i els francs es van quedar sols per enfrontar-se al enemic. Per un instant, fins i tot el coratge de Guillem II semblava que fallaria; però els retrets del baró Jofré de Bruyeres, va imposar-se i aleshores va dirigir els seu minvat però homogeni exèrcit contra l'host heterogènia de grecs, hongaresos, alemanys, eslaus i turcs. Els francs van lluitar amb tot el coratge de la seva raça; van escollir als alemanys com els seus enemics més perillosos amb llança i espasa; Jofré de Bruyeres va matar el duc de Caríntia en combat individual, i els cavallers alemanys va caure al camp de fulles; el comandant nicè va ordenar als seu arquers hongaresos i cumans disparar contra els cavalls dels francs i els cavallers van acabar barrejats al terra amb els mercenaris alemanys sacrificant la vida. Els arquers feien bé la seva feina; cavaller rere cavaller va caure ferit o mort. Jofré de Bruyeres, «la flor de la cavalleria aquea», va ser fet presoner, i el príncep, mentre carregava al rescat del seu nebot, va ser descavalcat i es va intentar amagar sota un munt de palla, però va ser descobert i identificat per les seves prominents dents davanteres. Només alguns oficials i tropa va escapar, i d'aquests, només alguns van evadir les urpes dels depredadors valacs (arumans) de Tessàlia, fidels del bastard traïdor, i es van poder obrir camí de tornada a Morea. Guillem i els altres principals presoners van ser conduïts a la tenda del comandant grec, germà de l'emperador, on el coneixement del príncep de la llengua grega, la qual parlava amb fluïdesa, li va permetre mantenir-se en contra dels retrets del seu vencedor. Va enviar els seus presoners a la cort del seu germà a Làmpsac i va continuar victoriosament cap a l'Epir i Tessàlia; un destacament del seu exèrcit va assetjar Janina i va ocupar Arta, les dues principals ciutats del Despotat, alliberant a l'infeliç Akropolita que des de la presó, va marxar amb el bastard del dèspota cap a Neopatres, a Tessàlia, i d'allà a Tebes. Estava ocupat a saquejar aquesta ciutat, quan el bastard de l'Epir es va convertir altre cop en traïdor i va fugir cap al seu pare, que s'havia refugiat amb la seva família a les illes de Lèucada i Cefalònia. La casa dels Àngel era popular a l'Epir, on els nadius veien als grecs de Nicea com estrangers, i la conducta sense tacte dels vencedors va despertar aviat el descontentament dels vençuts; Arta es va declarar pel seu vell dèspota, el setge de Janina es va aixecar, i el comandant imperial va pensar que era més prudent abandonar Beòcia i tornar a casa.
El 1261 Miquel VIII Paleòleg de Nicea va conquerir Constantinoble als llatins. Llavors es va fer dir «el nou Constantí». Immediatament es va mostrar ansiòs de restablir igualment el domini grec a la Morea. Tres anys de confinament havien trencat una mica el orgull franc de Guillem; alguns dels seus companys de captivitat havien mort a presó; i, com Miquel VIII ara era més moderat en les seves exigències, era possible un compromís. L'emperador ho desitjava. Argos i Nàuplia s'inclourien entre els llocs que li serien cedits; però el presoner va poder afirmar que no eren seves sinó feus del duc d'Atenes. Guillem podria, però, acordar la rendició dels tres castells de Monemvasia, Maina i Mistra, que havia capturat o havia construir ell mateix, i que, per tant, eren seus per atorgar-los. El historiador grec contemporani, Paquimeres, ansiós de magnificar a l'emperador, va afegir que el príncep Guillem s'havia de convertir en vassall de Miquel per a la resta del principat i rebria del seu sobirà el títol de Gran Senescal, òbviament un intent d'explicar, d'una manera afalagadora a la vanitat grega, l'origen d'un ofici que els emperadors llatins havien conferit als governants d'Acaia, a canvi dels tres castells, Guillem i els seus companys havien de ser posats en llibertat, i el príncep va jurar de manera solemne sobre la font del baptisme del fill petit de l'emperador que mai faria altre cop la guerra contra Miguel VIII. Jofré de Bruyeres, que era un favorit especial de l'emperador, va ser alliberat de la presó i enviat per organitzar la transferència dels castells a les autoritats imperials.

### Jofré I fuig amb una dona
El 1262 Jofré I es va enamorar bojament d'una dama amb la que va marxar a la Pulla amb l'excusa formal de visitar els santuaris de Sant Nicolau de Bari i de Sant Miquel del Mont Gargaro, els eslaus d'Escorta i el Taíget es van unir als romans d'Orient contra els francs; no obstant això, els romans d'Orient no van tenir èxit. El 1263 Jofré, sota pressió del rei Manfred I de Sicília, va retornar penitent a Acaia, es va llançar a terra davant del príncep Guillem II, amb la faixa al coll, a l'església de Santa Sofia d'Andravida i, gràcies als bons oficis de Manfred i a la intercessió dels nobles, va ser perdonat. Des d'aquest moment fins a la seva mort, va servir fidelment als seus oncle i príncep.

### La baronia després de la mort de Jofré I
A la seva mort el 1275, sense hereus directes tal com s'havia establert, la meitat de la baronia va passar com a dot a la vídua Isabel de la Roche i l'altra meitat fou reclamada per un nebot, Joan Pestel, reclamació que fou desestimada (abans de 1279) i de la qual el príncep no en va fer cap cas. El 1279 va morir la vídua i justament aquell any la meitat va entrar definitivament altre cop als dominis dels fisc d'Acaia mentre la meitat de la vídua passava com a llegat al seu segon marit Hug de Brienne, comte de Lecce que la va posseir fins a la mort el 1298. Però vers el 1287 es va presentar una reclamació ben fonamentada i ben recomanada pel regent de Nàpols, de un cosí de nom Jofré (II) de Bruyéres, que venia de la Xampanya. Presentada davant l'alta cort, finalment la pretensió fou desestimada per no ser parent directe del difunt baró (curiosament no s'esmenten els terminis, que s'haurien d'haver incomplert). Jofré enotjat havia de retornar a França, però es va fingir malalt de còlic, cosa que tenia cura bebent aigua de pluja, com la que estava enmagatzemada al castell de Bucelet (Araklovon) que dominava el congost d'Escorta que estava en mans des de temps de la conquesta per l'heroi Dexopatres; primer va enviar un escorta de confiança per demanar aigua al benvolent governador i després va obtenir permís per ocupar una habitació a la torre, de manera que pogués beure l'aigua astringent a la seva conveniència. Aviat va semblar empitjorar i el governador, sense sospitar res, li va permetre cridar els seus patges a la seva capçalera, perquè escoltessin les seves darreres disposicions abans de morir. Jofré els va confiar llavors el seu pla; havien d'induir el governador i els seus homes a beure profundament amb ells en una taverna a la que anaven sovint davant de la porta del castell i, després, quan els seus hostes haurien begut força, havien d'apoderar-se de les claus de la porta i deixar fora el governador i la guarnició intoxicats. El Pla va funcionar i Jofré es va fer amo del castell de Bucelet; va alliberar alguns grecs que eren a les masmorres del castell i en va enviar dos d'ells, de nit, al comandant imperial romà d'Orient oferint-se a vendre el estratègic castell (ja que Bucelet era la clau d'Escorta) a canvi del castell de Carítena, ja que amb Bucelet tota l'Arcàdia cauria en mans dels romans d'Orient; no anava massa errat, car el comandant grec, molt content, es va afanyar a anar a Bucelet amb les seves tropes; però abans d'arribar al castell fou atacat pels soldats francs, convocats a correcuita pel governador de la seva guarnició a Gran Arakova.
Tal va ser l'alarma causada al principat, que el batlle mateix va marxar al capdavant de totes les seves forces disponibles cap a Bucelet, ordenant a Simó de Vidoigne, el capità d'Escorta, que evités que l'exèrcit romà d'Orient travessés l'Alfeu pel gual d'Isova, i va enviar emisaris a Jofré oferint-li un perdó total si li rendia el castell a ell com a vicari general del rei Carles II, però, en el cas de negativa, amenaçava de penjar-lo per les orelles i assegurant que de fet «els fusters venecians ja ha estat convocat de Coró per construir les necessàries màquines de guerra». El prudent Jofré ara va veure que era el moment per un compromís; es va oferir a renunciar al castell a mans del batlle, si aquest li prometia algun feu on es pogués assentar; el batlle va consentir, i li va concedir la mà d'una vídua rica, Marguerita de Cors, que li va aportar el feu del seu pare, la senyoria de Lisarea, prop de Khalandritsa, i el feu del seu difunt marit, Moraina o Morena, a la baronia d'Escorta o Carítena. El castell de Bucelet fou entregat i poc després el rei Carles II el va atorgar a Isabel de Villehardouin.